# Sindrome di Leriche
La sindrome di Leriche o sindrome del carrefour è una arteriopatia ostruttiva cronica periferica, in cui è presente una ostruzione a livello della biforcazione aortica nelle due arterie iliache. La sindrome di Leriche è in genere a partenza dai vasi iliaci e, diversamente dalle altre patologie vascolari, tende a "salire" lungo l'albero arterioso raggiungendo talvolta e nei casi più gravi le arterie renali.

## Epidemiologia
L'incidenza del disturbo è maggiore negli individui di sesso maschile. Tuttavia il disturbo colpisce anche soggetti di sesso femminile, in particolare di età avanzata.

## Storia
La sindrome fu descritta per la prima volta dal chirurgo e patologo francese René Leriche che riportò la segnalazione di una sindrome da obliterazione trombotica della biforcazione aortica. Fin dalla prima segnalazione venne menzionata una maggiore incidenza negli individui di sesso maschile. 

## Sintomatologia
La sindrome è un tipico disturbo da danno ischemico ed è classicamente descritta in soggetti di sesso maschile, come una triade dei seguenti segni e sintomi: 
- claudicatio intermittens (dolore dei muscoli motori della coscia e del gluteo che si manifesta con la deambulazione)[6]
- polso femorale assente o ridotto
- impotenza[7]

Questa combinazione di sintomi è appunto nota come sindrome di Leriche. Possono essere presenti ulteriori sintomi, a seconda della distribuzione e gravità del disturbo, e fra questi cianosi delle estremità degli arti inferiori in posizione declive e pallore cutaneo degli arti sollevati. Inoltre vi può essere distrofia degli annessi cutanei, ipotrofia muscolare, tendenza a lenta guarigione di ferite e ulcere degli arti inferiori e ischemia critica degli arti.

## Diagnosi
La diagnosi del disturbo viene normalmente posta a seguito di esecuzione di una TAC Addome con mezzo di contrasto o tramite una risonanza magnetica (RM).
L'ecografia addominale non sempre sembra avere una capacita di discriminazione sufficiente per cogliere gli aspetti salienti della sindrome, anche se l'ecocolor doppler può essere utile nel dimostrare l'assenza di flusso vascolare all'interno delle arterie iliache.

## Trattamento
Il trattamento usuale è di tipo chirurgico e consiste nella rivascolarizzazione, principalmente il bypass.

Più recentemente lo sviluppo di nuove tecnologie e tecniche ha permesso di incrementare il ricorso a terapie endovascolari con una minore morbilità postoperatoria.